# Brinn Bevan
Brinn Bevan (* 16. Juni 1997 in Southend-on-Sea) ist ein britischer Kunstturner. Sein bisher größter Erfolg ist der Gewinn der Vizeweltmeisterschaft im Mehrkampf mit der britischen Mannschaft bei der Heim-WM 2015 in Glasgow.